# Synanthedon tipuliformis
Sésie du groseillier
Espèce
Synanthedon tipuliformis, la Sésie du groseillier, est une espèce de lépidoptères (papillons) de la famille des Sesiidae.

## Description
Les imagos ont une envergure de 18 à 20 mm. Leur abdomen est noir violacé avec plusieurs larges bandes transversales jaunes. Les ailes sont hyalines avec des nervures noir violacé.
La chenille est blanchâtre et mesure environ 18 mm.

## Biologie
Les plantes hôtes de cette espèce sont le Groseillier à grappes, le Groseillier à maquereau et le Cassissier.
Le papillon vole au début de l'été, entre avril et juillet.
L'accouplement a lieu peu après l'émergence du papillon. La femelle pond ses œufs trois jours plus tard sur des crevasses de rameaux âgés d'un ou deux ans. Le développement embryonnaire dure 8 jours à 20 °C.
Une fois l'œuf éclos, la chenille pénètre dans la tige de la plante-hôte et en ronge la moelle. Elle se développe alors lentement jusqu'à l'automne et hiverne en place. Son développement s'achève au printemps, elle se nymphose ensuite à l'intérieur des tiges.
En France et en Allemagne, cela se produit en avril-mai et les vols ont lieu de fin mai à fin juin.

## Cycle de vie
|              |
| Accouplement |

|          |
| Chenille |

|      |
| Pupe |

## Dégâts
Les rameaux attaqués par la sésie dépérissent et se dessèchent sous l'action de plusieurs champignons xylophages, dont Eutypa lata. Le Cassis supporte en revanche d'être infesté sans subir de graves dommages.